# Arachne (mythologie)

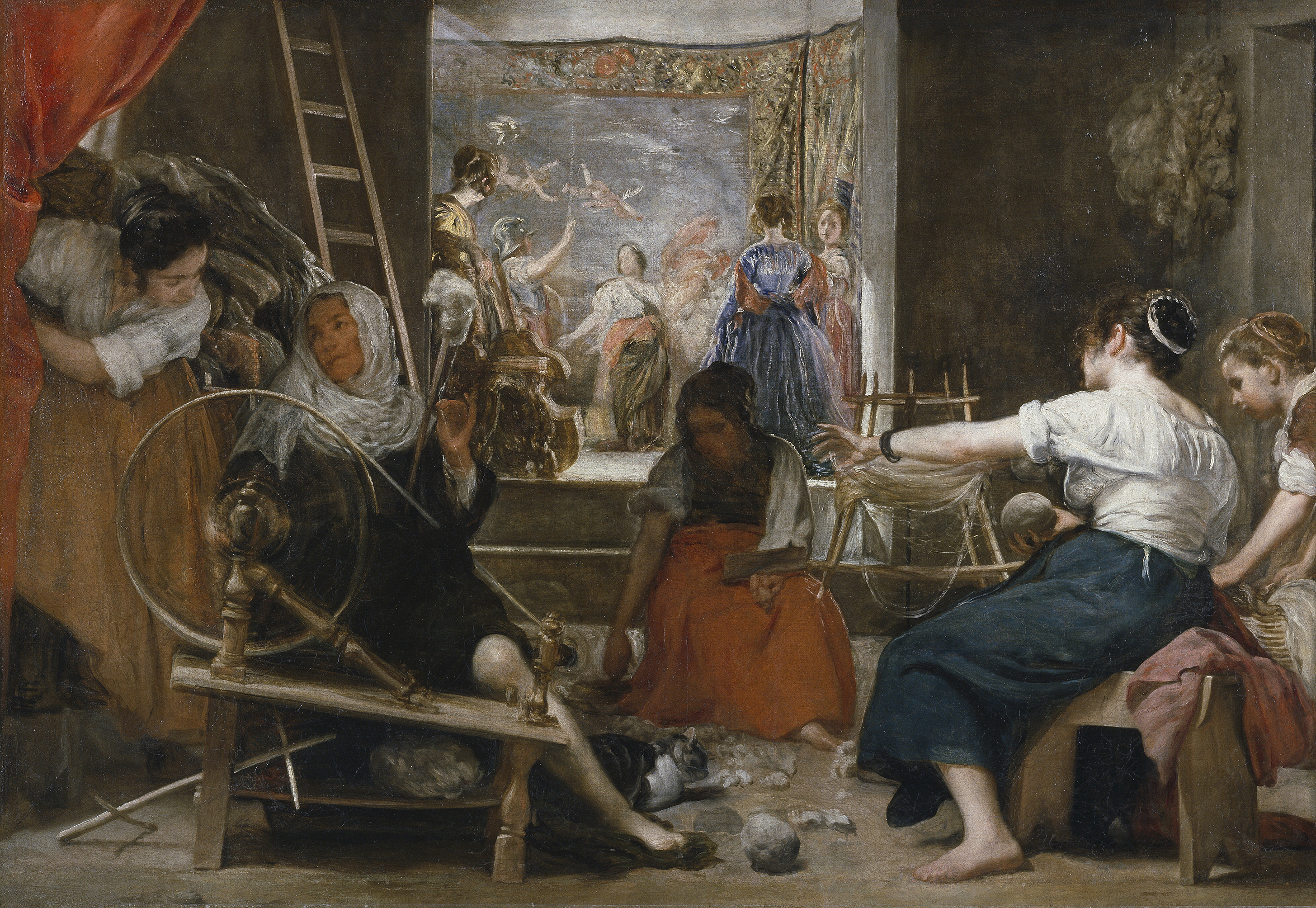
De spinsters (de fabel van Arachne), Diego Velázquez, 1644 -1648

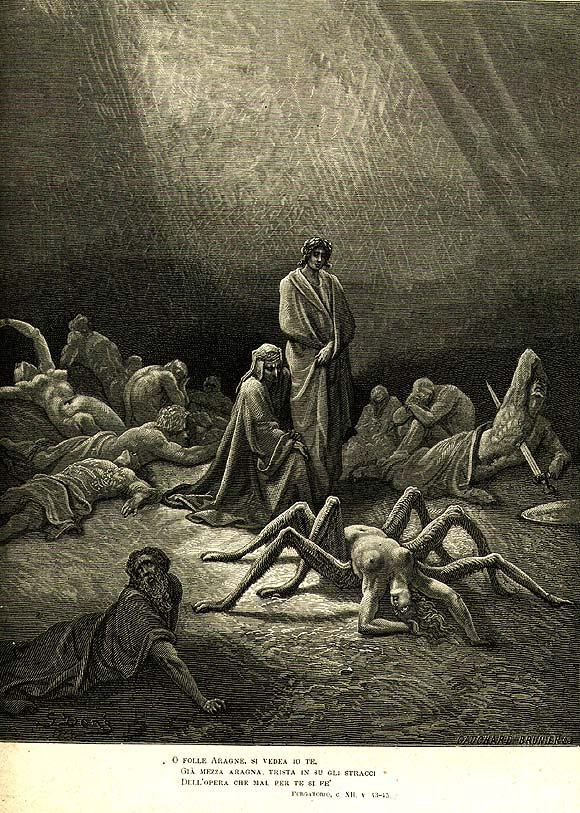

Arachne (Oudgrieks: ἀράχνη - 'spin') is een figuur uit de Griekse en Romeinse mythologie.
Het verhaal wordt onder meer verteld in Ovidius' Metamorfosen: Arachne kon buitengewoon goed spinnen en weven. Haar werken waren fabelachtig van schoonheid en alle mensen bewonderden haar werken, ze kwamen zelfs kijken als ze aan het weven en spinnen was. Het leek erop dat ze les had gehad van de godin Athena (Romeins: Minerva), maar Arachne zelf ontkende dit. Athena vermomde zich daarop als oude vrouw en adviseerde Arachne om Athena om vergeving te smeken voor haar trotse woorden. Dit weigerde Arachne echter. Athena werd woedend door de hybris van het meisje en daagde haar, nu in haar eigen gedaante, uit om het in een weefwedstrijd tegen haar op te nemen. Arachne maakte een volmaakt mooi weefsel waarop je de fouten van de goden kon zien. Op het werk van Athena was er te zien hoe machtig de goden waren. Toen Athena het werk van Arachne zag wist ze dat ze verloren had. Het weefwerk van Arachne leek tot leven te komen. Athena werd zo boos dat ze daarop het werkstuk van Arachne aan flarden trok. Ze sloeg daarnaast nog Arachne een aantal maal op het hoofd. Arachne was daardoor zo geschokt dat ze zich verhing om aan de straf te ontkomen. Maar Athena wekte haar uit medelijden weer tot leven en veranderde haar in de spin, die altijd aan een draad zou bungelen, maar die wel altijd kunstig zou blijven weven.
Met deze mythe verklaart de Griekse mythologie het ontstaan van het spinnenweb en de spin.